# ویلکر پریرا دوس سانتوس
ویلکر پریرا دوس سانتوس (به پرتغالی: Wilker Pereira dos Santos) مهاجم اهل برزیل است که در شهر باهیا و در تاریخ ۱۶ ژوئن ۱۹۸۷ به دنیا آمده‌است.
ویلکر پریرا دوس سانتوس در تیم‌های فوتبال Treviso سابقهٔ حضور دارد.